# Diócesis de Tagaste
Obispado de Tagaste es el título dado al obispo titular de la extinta diócesis de Tagaste, ciudad desaparecida de la actual Argelia. Los obispados titulares son meramente honoríficos, siendo dado al obispo el título de una diócesis extinta, permitiendo así el nombramiento de obispos auxiliares a cuyo cargo no corresponde cualquier circunscripción eclesiástica presente.

## Obispos conocidos
Se conocen tres obispos de Tagaste:
- San Firmo (antes de Constantino I)
- San Alipio (amigo de San Agustín, antes del 403 - después del 429)
- San Genaro (antes de 484).